# Beauvais-sur-Tescou
Beauvais-sur-Tescou là một xã trong tỉnh Tarn thuộc vùng Occitanie of miền nam nước Pháp. Xã này nằm ở khu vực có độ cao trung bình 140 mét trên mực nước biển.